# Andau
Andau (węg. Mosontarcsa) – gmina targowa w Austrii, w kraju związkowym Burgenland, w powiecie Neusiedl am See. Według danych z Austriackiego Urzędu Statystycznego liczyła 2,38 tys. mieszkańców (1 stycznia 2014).